# Amaryllissläktet
För andra betydelser, se Amaryllis (olika betydelser).
Amaryllissläktet (Hippeastrum) är ett växtsläkte i familjen amaryllisväxter med 90 arter. Släktet kommer från tropiska delar av Västindien, Centralamerika och  Sydamerika.

## Beskrivning
De är perenna örter med lök. Blad få, över 1 cm breda, bandlika, direkt från löken. Blomstjälk med två stödblad, ihålig. Blommorna är samlade i en flock, de är tratt- till klocklika med en liten bikrona dold i blommans svalg. Arterna är specialiserade på flera olika pollinatörer, som kolibrier, nattfjärilar och fladdermöss.
Några andra släkten har tidigare förts till Hippeastrum, men har numera egen status:
- Eithea - har breda blad med bladskaft och bladskiva, ej bandlika.
- Rhodophiala - småväxta, blad till 1 cm vida. Blommor öppet klocklika.
- Phycella - småväxta, blad till 1 cm vida. Blommor smalt klocklika till rörformade.
- Traubia - mycket små, max. 10 cm höga växter med stjärnlika blommor.

## Etymologi
Namnet Hippeastrum (lat.) betyder ordagrant ryttarstjärna, även om D.W.Herbert, som publicerade namnet, avsåg betydelsen riddarstjärna. Det finns många förklaringar på kopplingen till en ryttare, men en teori säger att kopplingen snarare är till hästen än till ryttaren. En av de tidigast införda arterna fick ursprungligen namnet Amaryllis equestris (= rubinamaryllis) av Linné -  equestris av latinets equus (häst). Det sägs att Linné tyckte att de två högbladen på blomstängeln med lite fantasi kan liknas vid öronen på ett hästhuvud. D.W.Herbert använde sig av Linnés artepitet för att konstruera ett släktnamn, men missade kopplingen till hästen och associerade kring en annan tänkbar betydelse - eques = ryttare.
Det svenska namnet amaryllis hänger med sedan Linnés tid, trots att det egentligen är en annan växt som bär det namnet - kapamaryllis (Amaryllis belladonna). När Linné publicerade sin Systema Nature 1753 insåg han inte att den sydafrikanska kapamaryllisen och de sydamerikanska arterna inte var släkt och förde dem till samma släkte. Först under 1800-talet blev det uppenbart att det behövdes två släkten och D.W.Herbert publicerade Hippeastrum för de sydamerikanska arterna.

## Odling
Amaryllissläktets arter och hybrider behöver en ljus placering med skydd för direkt solljus.
Efter blomningen ökas vattningen och jorden bör endast torka ut något mellan vattningarna. Ge regelbunden näring under hela tillväxtperioden. I september-oktober är det dags att sluta vattna. De flesta sorter vissnar då ner helt och skall inte vattnas igen förrän blomknopparna visar sig. Då endast sparsamt tills knopparna är klara för blomning. Under tillväxtperioden ca 20°C medan de gärna vilar något svalare. Dock inte lägre än 12°C då röta lätt uppstår.

## Synonymer
- Amaryllis L., 1753
- Leopoldia Herbert 1821 nom. rej.
- Trisacarpis Rafinesque, 1836
- Aschamia Salisbury, 1866
- Lais Salisbury, 1866
- Omphalissa Salisbury, 1866
- Lepidopharynx Rusby, 1927
- Moldenkea Traub, 1951

## Arter
Catalogue of Life listar följande 90 arter i släktet. Det finns också olika hybrider i Amaryllissläktet som Amaryllis (H. × hortorum) och Hippeastrum ×johnsonii.

- Hippeastrum aglaiae
- Hippeastrum amaru
- Hippeastrum andreanum
- Hippeastrum angustifolium
- Hippeastrum anzaldoi
- Hippeastrum apertispathum
- Hippeastrum arboricola
- Hippeastrum argentinum
- Hippeastrum aulicum
- Hippeastrum aviflorum
- Hippeastrum blossfeldiae
- Hippeastrum brasilianum
- Hippeastrum breviflorum
- Hippeastrum bukasovii
- Hippeastrum caiaponicum
- Hippeastrum calyptratum
- Hippeastrum canterai
- Hippeastrum caupolicanense
- Hippeastrum chionedyanthum
- Hippeastrum condemaitae
- Hippeastrum correiense
- Hippeastrum crociflorum
- Hippeastrum curitibanum
- Hippeastrum cuzcoense
- Hippeastrum cybister
- Hippeastrum damazianum
- Hippeastrum divijulianum
- Hippeastrum doraniae
- Hippeastrum elegans
- Hippeastrum escobaruriae
- Hippeastrum espiritense
- Hippeastrum evansiae
- Hippeastrum ferreyrae
- Hippeastrum forgetii
- Hippeastrum fragrantissimum
- Hippeastrum fuscum
- Hippeastrum gertianum
- Hippeastrum glaucescens
- Hippeastrum goianum
- Hippeastrum guarapuavicum
- Hippeastrum harrisonii
- Hippeastrum hemographes
- Hippeastrum hugoi
- Hippeastrum iguazuanum
- Hippeastrum incachacanum
- Hippeastrum intiflorum
- Hippeastrum kromeri
- Hippeastrum lapacense
- Hippeastrum leonardii
- Hippeastrum leopoldii
- Hippeastrum leucobasis
- Hippeastrum macbridei
- Hippeastrum machupijchense
- Hippeastrum mandonii
- Hippeastrum maracasum
- Hippeastrum marumbiense
- Hippeastrum minasgerais
- Hippeastrum miniatum
- Hippeastrum mollevillquense
- Hippeastrum monanthum
- Hippeastrum morelianum
- Hippeastrum nelsonii
- Hippeastrum oconequense
- Hippeastrum papilio - Fjärilsamaryllis
- Hippeastrum paquichanum
- Hippeastrum paradisiacum
- Hippeastrum paranaense
- Hippeastrum pardinum - Panteramaryllis
- Hippeastrum parodii
- Hippeastrum petiolatum
- Hippeastrum pilcomaicum
- Hippeastrum psittacinum
- Hippeastrum puniceum - Rubinamaryllis
- Hippeastrum reginae
- Hippeastrum reticulatum - Strimamaryllis
- Hippeastrum rubropictum
- Hippeastrum santacatarina
- Hippeastrum scopulorum
- Hippeastrum starkiorum
- Hippeastrum striatum - Äkta makar
- Hippeastrum stylosum
- Hippeastrum teyucuarense
- Hippeastrum traubii
- Hippeastrum umabisanum
- Hippeastrum vanleestenii
- Hippeastrum variegatum
- Hippeastrum wilsoniae
- Hippeastrum viridiflorum
- Hippeastrum vittatum - Bandamaryllis
- Hippeastrum yungacense